# Atri (Italia)
Atri es un municipio italiano de la provincia de Teramo, en la región de Abruzos.

## Demografía
| Gráfica de evolución demográfica de Atri entre 1861 y 2001 |
|                                                            |
| Fuente ISTAT - elaboración gráfica de Wikipedia            |